# Kommodore Ruser
Die Kommodore Ruser war ein ehemaliges deutsches Lotsenstationsschiff, das in der Elbmündung stationiert war.
Sie war eines von sechs typgleichen Schiffen der Kommodore-Rolin-Klasse, die in den Mündungen der Gewässer Elbe, Weser/Jade und Ems stationiert waren bzw. zum Teil noch sind. Gebaut wurde die Kommodore Ruser unter der Baunummer 519 auf der Meyer Werft in Papenburg. Die Kiellegung fand am 29. April, der Stapellauf am 15. August 1963 statt. Die Fertigstellung erfolgte im April 1964. Benannt wurde das Schiff nach dem Kapitän und Polarforscher Hans Ruser.
Der Antrieb des Schiffes erfolgte dieselelektrisch. Die beiden Fahrtmotoren mit einer Leistung von jeweils 456 kW wirkten auf zwei Festpropeller. Das Schiff erreichte dadurch eine Geschwindigkeit von 13 Knoten.
Eigner des Schiffes war das Bundesministerium für Verkehr, Bau und Stadtentwicklung (BMVBS), betrieben wurde es vom Lotsbetriebsverein e. V., Außenstelle Cuxhaven, auf der Station Elbe.
Die Kommodore Ruser diente zuletzt als Ersatzschiff für das SWATH-Lotsenstationsschiff Elbe, das die im Juli 2001 außer Dienst gestellte Kapitän Hilgendorf ersetzt hatte, und kam immer dann zum Einsatz, wenn die Elbe ihrerseits zum Personalwechsel und zum Bunkern in Cuxhaven die Station in der Elbmündung vorübergehend verlassen musste. Anfang 2010 wurde das Schiff als Lotsenstationsschiff außer Dienst gestellt.

## Verbleib des Schiffes
Die Kommodore Ruser wurde 2011 verkauft und als OMS Heidelberg unter der Flagge von Tansania wieder in Fahrt gebracht. Käufer des Schiffes waren die Offshore Marine Services in Kapstadt, Südafrika und die Heidelberg PTY in der Republik Botswana. Nachdem das Schiff in Emden wieder fahrbereit gemacht worden war, erreichte es am 27. Mai 2011 Kapstadt, wo das Schiff zum Sicherungs- und Serviceschiff für den Offshoreeinsatz umgebaut wurde. Anfang 2014 wurde das Schiff auf die Gesellschaft Nemsa Services auf den British Virgin Islands übertragen und in Defiant umgetauft. Im November 2023 erwarb das Schiffsschrottunternehmen Sahib Ji Trading aus Dubai die Defiant, benannte sie in White Palm um und sandte sie zur Verschrottung nach Alang, wo der Abbruch am 8. Januar 2024 begann.